# LZ13 Hansa

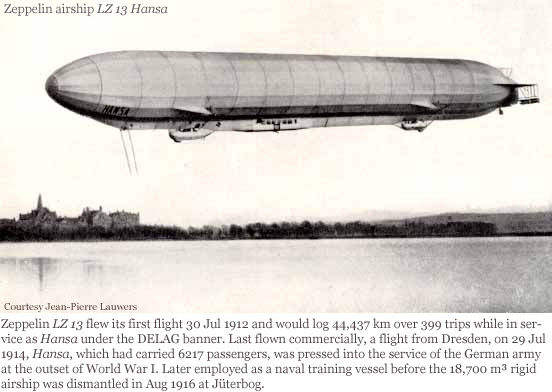
LZ13 Hansa, 1912

De Hansa was het zesde luchtschip van DELAG. Het legde 44 437 kilometer af gedurende 399 vluchten, en onderhield de eerste geregelde dienst buiten Duitsland (naar Denemarken en Zweden). Het schip werd overgenomen door de Duitse krijgsmacht na de uitbraak van de Eerste Wereldoorlog en werd buiten dienst gesteld in de zomer van 1916.